# انتباذ

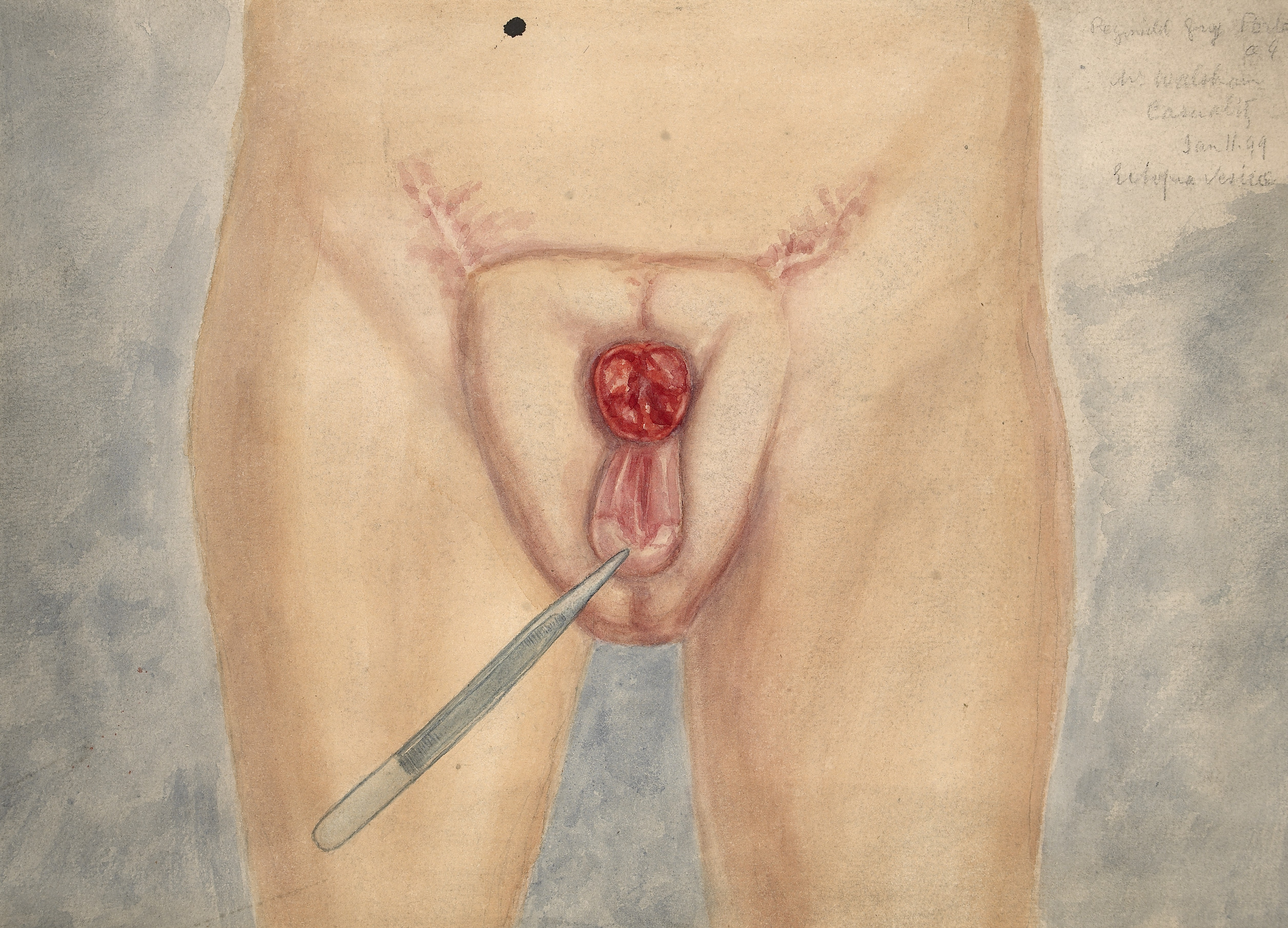
فخذ صبي مصاب بتشوهات خلقية في المثانة

الانتباذ في الطب هو إزاحة أو سوء توضع عضو ما في الجسم. معظم حالات الانتباذ تكون خلقية (يولد الطفل بها)، لكن بعضها يمكن أن يحدث في مراحل العمر المختلفة.

## أنواع الانتباذ
- انتباذ العدسة: نزوح العدسة البلورية للعين.
- انتباذ القلب: هو نزوح القلب خارج الجسم ويحدث خلال فترة تطور الجنين.
- انتباذ كلوي: يحدث عندما تكون الكليتين في نفس الجانب من الجسد.
- حمل منتبذ: يحدث عندما تنغرس البويضة الملقحة في أي مكان غير جدار الرحم.
- انتباذ قلبي: يحدث عندما تولّد الإشارات العصبية القلبية في مكان خاطئ في عضلة القلب.
- انتباذ الحالب: حالة طبية تحدث عندما لا ينتهي فيها الحالب في المثانة البولية، وإنما ينتهي في مكان آخر.
- انتباذ ميناء السن:  يحدث عند يكون ميناء الأسنان موجودًا في موقع غير اعتيادي، مثل جذر الأسنان.
- انتباذ الهرمون: حالة تحدث عندما تنتج بعض الأورام (مثل سرطان الخلايا الصغيرة) هرمون (يمكنه أن يسبب متلازمة كوشينغ).
- انتباذ البنكرياس:  إزاحة أنسجة البنكرياس في الجسم دون وجود اتصال تشريحي أو وعائي بالبنكرياس.
- انتباذ الخصية: انتقال خصية إلى مكان غير معتاد من الجسم.
- انتباذ الغدة الزعترية: وجود أنسجة الغدة الزعترية في مكان غير طبيعي من الجسم.
- انتباذ السن: سن ينمو في وضع غير طبيعي ويفشل في النمو في مكانه الطبيعي في تجويف الفم، يشبه مصطلح انطمار السن.

## فيالبيولوجيا الجزيئية
يستخدم مسطلح انتباذ في للتعبير عن ثلاث أمراض:
- تأشيب جيني: حيث يشير إلى التهجين بين المواقع، غالبًا التي تحتوي على تسلسل متطابق أو حتى متشابه، في مواقع مختلفة في الجينوم، مما يؤدي إلى الحدف، الإدراج، أو عبور الكروموسومات.
- يعتبر الجين منتبذ عندما يكون في غير مكانه الطبيعي.
- في تجارب التعديل الوراثي، يدل مصطلح الدمج الانتباذي على ادراج جين في مكان غير مكانه الفطري الطبيعي في الكروموسوم.